# Garth Hudson

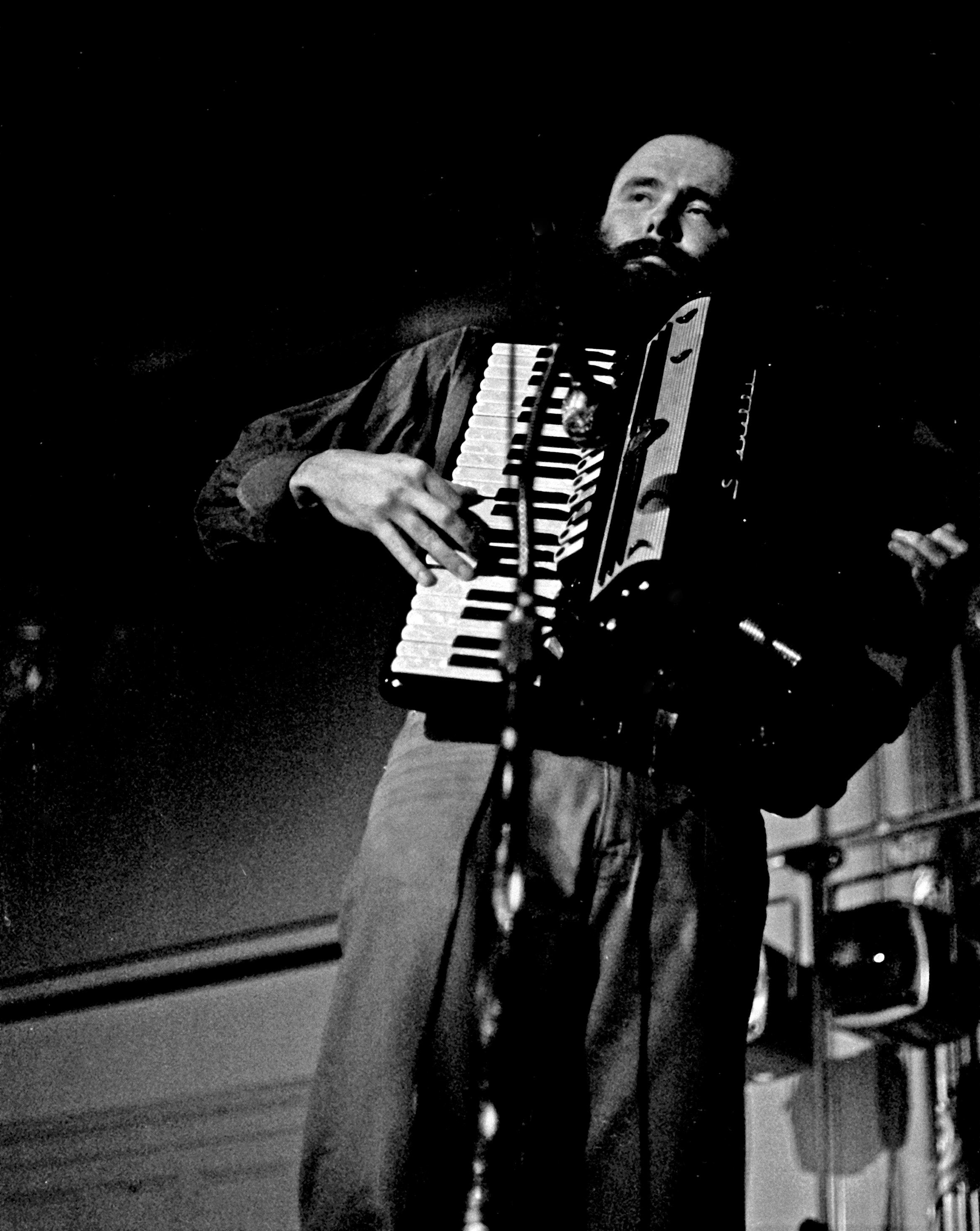
Garth Hudson (1971)

Eric „Garth“ Hudson (* 2. August 1937 in Windsor, Ontario; † 21. Januar 2025 in Lake Katrine, New York) war ein kanadischer Multiinstrumentalist (Orgel, Keyboard, Klavier, Akkordeon, Saxophon, Schlagzeug). Bekannt wurde er insbesondere als Organist der Rockgruppe The Band. 

## Leben und Werk
Hudson wuchs in einer musikalischen Familie auf; sein Vater, Fred James Hudson (1898–1985), spielte Schlagzeug, Klarinette, Saxophon und Flöte; seine Mutter, Olive Louella Pentland (1897–1978), sang, spielte Akkordeon und Klavier. Als Hudson drei Jahre alt war, zog seine Familie von Windsor nach London, Ontario, wo er seine Kindheit und Jugend verbrachte. Er bekam Klavierunterricht, lernte Musiktheorie und spielte Orgel in der St. Luke’s Anglican Church; später studierte er an der University of Western Ontario. Nach Auftritten mit vielen kleineren Bands kam Hudson im Dezember 1961 zu Ronnie Hawkins und wurde Mitglied seiner Begleitband The Hawks.
Hudsons Engagement bei Hawkins war jedoch an Bedingungen geknüpft: er forderte eine Lowrey-Orgel, deren Klang zu seinem Markenzeichen wurde (die verbreitetere Hammond B3 spielte er jedoch auch gelegentlich), und Hawkins musste ihm neben seinem Gehalt zusätzlich zehn Dollar pro Woche dafür bezahlen, dass er den anderen Musikern (Rick Danko, Levon Helm, Richard Manuel und Robbie Robertson) Musikunterricht gab. 1968 gelang den Hawks (ohne Hawkins) der Durchbruch mit dem Album Music from Big Pink; fortan waren sie als „The Band“ bekannt. In seinem Review zu Music from Big Pink schrieb Musiker Al Kooper über Hudson:

“Garth Hudson is one of the strangest people I ever met. If Harry Brooks is the gentle grizzly bear of rock and roll then Garth is the gentle brown bear.”

Einer der Songs von Music from Big Pink entwickelte sich auch zu dem  Lied, das stets mit Garth Hudson in Verbindung gebracht wird: Chest Fever, das er mit einem von Bachs Toccata und Fuge in d-Moll inspirierten Orgelintro – später als „The Genetic Method“ bezeichnet – eröffnete.
Ab 1975 benutzte Hudson auch Synthesizer. Für Yamaha war er an der Entwicklung des CS-80 beteiligt, einen Prototyp dieses Synthesizers benutzte Hudson auch während The Last Waltz.
Nach dem Weggang von Robbie Robertson versuchten Hudson und die drei noch verbliebenen Mitglieder von The Band 1983 ein Comeback. Nach dem Selbstmord von Richard Manuel 1986 und dem Tod von Rick Danko 1999 löste sich die Gruppe endgültig auf. 2001 erschien Hudsons erstes Soloalbum The Sea to the North.
Neben seiner Arbeit für The Band und The Hawks (mit Bob Dylan und Hawkins) war Hudson für eine Reihe von Musikern tätig. Er ist u. a. auf Aufnahmen von Ringo Starr, Muddy Waters, Neil Diamond, Eric Clapton, Emmylou Harris, Tom Petty, J. J. Cale, Marianne Faithfull, The Call und Norah Jones zu hören.
Hudson starb am 21. Januar 2025 in einer Pflegeeinrichtung in der Ortschaft Lake Katrine, einem Census-designated place im Ulster County südöstlich von Woodstock, im Alter von 87 Jahren.

## Veröffentlichungen
Für Veröffentlichungen mit The Band oder The Hawks siehe Hauptartikel The Band.
- 2001: The Sea to the North
- 2005: Live at the Wolf
- 2005: Our Lady Queen of the Angels

## Ehrungen
- 1994: Aufnahme in die Rock and Roll Hall of Fame mit The Band[5]
- 2008: Auszeichnung mit dem Lifetime Achievement Award der National Academy of Recording Arts and Sciences mit The Band[6]